# Josef Somló
Josef Somló (* 5. Oktober 1884 in Pápa, Österreich-Ungarn; † 29. November 1973 in Locarno, Schweiz) war ein ungarischer Filmproduzent und Manager der österreich-ungarischen und deutschen Filmwirtschaft.

## Leben
Somló hatte an der Budapester Universität Jura studiert, ehe er zum Jahresbeginn 1908 zur österreichischen Filmindustrie stieß. In diesem Jahr wurde er zum Filialleiter der Produktionsfirma Projectograph-Budapest in Wien berufen. Drei Jahre darauf rückte er zum Direktor der Österreich-Ungarischen Kinoindustrie G.m.b.H. auf, 1914 berief ihn die dänische Produktionsfirma Nordisk Film zu ihrem Leiter für Österreich-Ungarn. 1915 wurde Josef Somló zum vereidigten Filmsachverständigen ernannt und begann zeitgleich Dokumentaraufnahmen von den österreichischen Kriegsfronten zu beschaffen und zu verwerten. Josef Somló, der von 1909 bis 1919 auch als Präsident dem Bund der Kinoindustriellen Österreichs vorstand, übersiedelte 1919 nach Berlin, wo er zunächst als Direktor der UFA-Auslandsabteilung Beschäftigung fand.
Im Januar 1922 gründete er mit Hermann Fellner die aus den Anfangsbuchstaben beider Nachnamen zusammengesetzte Firma ‘Felsom’ (Fellner & Somlo GmbH), der er zugleich als Geschäftsführer vorstand. Im Juni gründete Somló die Österreichische Staats-Film Vertriebsgesellschaft mbH. Im März 1923 übernahm Somló von Rudolf Meinert und Hermann Saklikower die Geschäftsführung der Luna-Film GmbH und gründete im Oktober gemeinsam mit Dr. Alfred Fiedler die Goldwyn Cosmopolitan Distributing Corporation GmbH. Im September 1925 wandelte Somló die Luna-Film GmbH in die Sascha Filmindustrie GmbH um. Mit Hermann Fellner und Arnold Pressburger als drittem Teilhaber entstand im Juni 1926 nach einer weiteren Umfirmierung die Produktionsfirma F.P.S. Film GmbH (1926–1934). Der Firmenname setzte sich aus den Anfangsbuchstaben der Nachnamen zusammen. Im Juni 1927 wurden Fellner und Somló die Kompagnons von Fritz Lang bei der Fritz Lang Film GmbH. Außerdem wurde Somló zum Zweiten Vorsitzenden des Import- und Exportverbandes der deutschen Filmindustrie berufen.
Nach der Machtübernahme durch die Nationalsozialisten emigrierten die Juden Fellner und Somló, deren Firma auf Druck der neuen Machthaber aufgelöst worden war, nach Großbritannien. Dort trennten sich ihre Wege. In London gründete Somló mit einem Partner die G & S Films, mit der er 1938/39 mehrere Filme herstellte. Bis 1958 produzierte Somló nur noch wenige Filme. Nebenbei übernahm er auch dort Posten als Verbandsfunktionär, etwa 1946, als er in den Verwaltungsrat der Gesellschaft Two Cities berufen wurde. Kurz nach seinem 80. Geburtstag ließ sich Somló im schweizerischen Locarno nieder.

## Filmografie
| - 1922: Sünden von gestern - 1925: Der Tänzer meiner Frau - 1926: Eine Dubarry von heute - 1926: Man spielt nicht mit der Liebe - 1926: Ledige Töchter - 1927: Die berühmte Frau - 1927: Die letzte Nacht - 1927: Mein Leben für das Deine - 1928: Sechs Mädchen suchen Nachtquartier - 1928: Heut’ spielt der Strauss - 1928: Die Frau auf der Folter - 1928: Spione - 1928: Die Räuberbande - 1928: Haus Nummer 17 - 1928: Der fesche Husar - 1928: Dyckerpotts Erben - 1929: Der Würger - 1929: Frau im Mond - 1929: Das Land ohne Frauen - 1930: Die Lindenwirtin | - 1930: Geld auf der Straße - 1931: Drei Tage Liebe - 1931: Die Blumenfrau von Lindenau (nach der Komödie Sturm im Wasserglas von Bruno Frank) - 1931: Die spanische Fliege - 1932: Mädchen zum Heiraten - 1932: Tell Me Tonight - 1938: The Mikado - 1939: The Arsenal Stadium Mystery - 1939: A Window in London - 1939: Mord in der Capnor-Straße (In the Night of Fire) - 1940: Old Bill and Son - 1941: Alibi - 1947: Uncle Silas - 1947: One Night With You - 1954: Der Fall Teckman (The Teckman Mystery) - 1954: Der Mann, der Rothaarige liebte (The Man Who Loved Redheads) - 1957: She Didn‘t Say No - 1958: Hinter der Maske (Behind the Mask) |